# Sipagimbar
Sipagimbar is een bestuurslaag in het regentschap Tapanuli Selatan van de provincie Noord-Sumatra, Indonesië. Sipagimbar telt 2077 inwoners (volkstelling 2010).